# Majorizacija Hrvata u Bosni i Hercegovini
Majorizacija Hrvata u Bosni i Hercegovini ili hrvatsko pitanje u Bosni i Hercegovini je pojam koji označava neravnopravan položaj Hrvata u BiH u odnosu na druga dva konstitutivna naroda (Bošnjake i Srbe) i dodatno sustavno smanjivanje prava Hrvata u toj državi. Ključni aspekt hrvatskog pitanja u Bosni i Hercegovini jest nedostatak hrvatskih političkih institucija i sustav koji omogućuje da Hrvate u vlasti predstavljaju osobe koje nemaju potporu hrvatskoga biračkog tijela, već su izabrane po volji političkih elita druga dva naroda. To je najčešće omogućeno raznim nametnutim pravnim i izbornim odredbama. Stalna nastojanja uvođenja građanskog ustroja umjesto poštovanja konstitutivnosti naroda u većinski bošnjačko-hrvatskom entitetu (FBiH) vode daljnjoj neravnopravnosti malobrojnijih Hrvata.
Tzv. hrvatsko pitanje i neravnopravnost Hrvata se prvenstveno očituje kroz izborni zakon koji omogućuje preglasavanje Hrvata, primjerice pri izboru hrvatskog člana Predsjedništva BiH (slučaj Komšić) ili u izboru zastupnika u gornji dom entitetskog parlamenta, kroz pravila koja Hrvatima ne jamče zaštitu svoje ravnopravnosti ni poštovanje njihove izborne volje, blokiranje uspostave javnog RTV servisa na hrvatskom jeziku te dugogodišnju političku paralizu Mostara. Bosanskohercegovački Hrvati izražavaju i zabrinutost oko statusa hrvatskog jezika (koji je nominalno službeni), pokušaja ukidanja posebnog hrvatskog obrazovnog sustava te neravnomjerne financijske i gospodarske skrbi FBiH za većinski hrvatska područja.
Raskorak između ustavnog načela ravnopravnosti svih naroda na cijelom području države te stvarne kontrole/nadmoći većinskog naroda na području na kojem čini većinu navodi bh. Hrvate na traženje rješenja u federalizaciji BiH, odnosno, teritorijalizaciji svoje konstitutivnosti i autonomije uspostavom hrvatske federalne jedinice. Pokušaji rješenja hrvatskog pitanja dogovorom tri naroda unutar BiH dosad nisu urodili plodom te su Hrvati BiH u veljači 2015. zatražili i održavanje međunarodne konferencije na kojoj bi se dogovorio preustroj zemlje u simetričnu federalnu državu.

## Pozadina
Za vrijeme austro-ugarske uprave postojala je zajamčena zastupljenost pripadnika triju vjerskih zajednica u saboru BiH (1910. – 1914.). U Drugom svjetskom ratu deklaracijom ZAVNOBiH-a (vrhovnog tijela antifašističkog pokreta u BiH), na prvom zasjedanju u Mrkonjić Gradu 25. studenog 1943. Kao sastavna republika socijalističke Jugoslavije utemeljena je Bosna i Hercegovina koja "nije ni srpska, ni hrvatska ni muslimanska, nego i srpska i muslimanska i hrvatska" te kao "zbratimljena zajednica u kojoj će biti osigurana puna ravnopravnost svih Srba, Muslimana i Hrvata". Tijekom Rata u BiH (1992. – 1995.) tri naroda Bosne i Hercegovine, Srbi, Hrvati i Bošnjaci, pokušali su osigurati svoju prevlast na područjima BiH u kojima su činili većinu ili značajnu manjinu. Dok su Srbi organizirali Republiku Srpsku, Hrvati su osnovali Hrvatsku Zajednicu Herceg-Bosnu. Mirovni planovi (en) međunarodne zajednice za uređenje BiH predviđali su uspostavu teritorijalne autonomije - federalnih jedinica koje bi bile pod kontrolom pojedinog naroda. Na kraju rata, u listopadu 1995., bh. Hrvati su politički i vojno kontrolirali 25% (12.937 km2) teritorija. Potpisivanjem Daytonskog sporazuma i definitivnom nesimetričnom podjelom države na dva entiteta (većinski srpski i većinski bošnjački), Hrvati su ostali u neravnopravnom položaju, bez entiteta u kojem čine većinu. Bosanskohercegovački Hrvati su kao najmalobrojniji narod u BiH osobito ranjivi zbog činjenice da su u manjini u oba entiteta: RS u kojem su većina Srbi i FBiH u kojem su većina Bošnjaci. U RS Hrvati čine 2,5% stanovništva, a u FBiH 22%.

## Državna razina

### Uvod
Aneks (prilog, dodatak) 4 Daytonskog sporazuma je Ustav Bosne i Hercegovine. Članak V Ustava BiH glasi:
»Predsjedništvo Bosne i Hercegovine sastoji se od tri člana: jednog Bošnjaka i jednog Hrvata, koji je svaki izabran izravno s teritorija Federacije, i jednog Srbina, izravno izabrana sa teritorija Republike Srpske.«
Najveći problem tog članka je u nedorečenosti i nedovršenosti, tj. u nerazumijevanju njegovog jezika. Piše da se u Predsjedništvo biraju predstavnici Hrvata, Srba i Bošnjaka, ali ne piše tko ih bira. Amerikancima tijekom mirovnih pregovora u Daytonu je bilo samorazumljivo da svatko bira svojega, ali mnogima u BiH očito nije. U državi skrpljenoj na temelju krhkog kompromisa predstavnika tri zaraćena naroda, tzv. građanske stranke (u sadašnjosti: Socijaldemokratska partija Bosne i Hercegovine, skr. SDP BiH, Demokratska fronta, Naša stranka) podržavaju unitaristički, građanski koncept koji negira te identitete, a u praksi se poklapa s nacionalističkom taktikom najbrojnijeg od tri naroda. "Građanske" stranke su od prvih poratnih izbora kandidirale svoje kandidate za hrvatskog člana Predsjedništva.
Na prvim poslijeratnim izborima održanim 1996. kandidat Hrvatske demokratske zajednice Bosne i Hercegovine (HDZ BiH) Krešimir Zubak je pobijedio s 330.477 glasova (88,70%) ispred Ive Komšića (37.684, 10,11%), kandidata Združene liste Bosne i Hercegovine, koju su činile Unija bosanskohercegovačkih socijaldemokrata (UBSD, nasljednica Markovićevog Saveza reformskih snaga Jugoslavije), SDP BiH (nasljednica Saveza komunista Bosne i Hercegovine), Hrvatska seljačka stranka Bosne i Hercegovine (HSS BiH, osnovana u Sarajevu 1993. kao protuteža HDZ-u), Muslimanska bošnjačka organizacija (MBO, čelnici: Adil Zulfikarpašić i Muhamed Filipović, istaknuti bošnjački intelektualci, uz Aliju Izetbegovića jedni od osnivača Stranke demokratske akcije) i Republikanska stranka (Republikanci, čelnik Stjepan Kljuić, član ratnog Predsjedništva RBiH).
Na sljedećim izborima, 1998. opet je pobijedio kandidat HDZ-a Ante Jelavić s 189.438 glasova (52,91%) ispred kandidata SDP-a Gradimira Gojera (113.961, 31,83%) i Krešimira Zubaka (40.880, 11,42%), iz Nove hrvatske inicijative (NHI). NHI su osnovali pojedini članovi HDZ-a iz srednje Bosne i Posavine, nezadovoljni ishodom V. općeg sabora HDZ-a iz svibnja 1998. i izborom Ante Jelavića za predsjednika stranke. Imali su podršku međunarodne zajednice. Visoki predstavnici međunarodne zajednice u BiH intervenirali su i smjenjivali izravno izabrane hrvatske članove Predsjedništva države. Visoki predstavnik Wolfgang Petritsch u ožujku 2001. smijenio je hrvatskog člana Predsjedništva Antu Jelavića zbog pokušaja uspostave hrvatske federalne jedinice te je imenovao Jozu Križanovića (SDP BiH) na njegovo mjesto.
Na predsjedničkim izborima 2002., pobijedio je Dragan Čović (HDZ BiH) s 114.606 (61,5%) ispred Mladena Ivankovića Lijanovića (32.411, 17,4%) kandidata Ekonomskog bloka, koji su činile Hrvatska demokratska unija i  Narodna stranka Radom za boljitak i Mije Anića (16.345, 8,7%) iz NHI-ja. Stranku Radom za boljitak su osnovali braća Lijanovići (vlasnici istoimene mesne industrije) uz podršku Američkog veleposlanstva u Sarajevu. Paddy Ashdown u ožujku 2005. smijenio je Dragana Čovića s mjesta hrvatskog člana Predsjedništva nakon iznošenja optužbi, ne čekajući pravomoćnu presudu. Čović je kasnije oslobođen svih optužbi.

### Željko Komšić
Dva člana Predsjedništva BiH - bošnjački i hrvatski - biraju se na području FBiH. Svaki birač glasa ili za bošnjačkog ili za hrvatskog člana predsjedništva. No, birač sam odlučuje hoće li birati hrvatskog ili bošnjačkog člana predsjedništva. Kako je u FBiH brojčani omjer Bošnjaka i Hrvata 3:1, to ostavlja puno prostora za manipulacije. Na općim izborima 2006. i 2010. godine, kandidat SDP-a BiH, Željko Komšić, izabran je za hrvatskog člana Predsjedništva glasovima Bošnjaka. Komšić nije pobijedio ni u jednoj većinski hrvatskoj općini u BiH.  Ukupan broj Hrvata u FBiH procjenjuje se na 495.000; Komšić je na izborima 2010. u FBiH osvojio 336.961 glasova birača, dok su svi ostali hrvatski kandidati zajedno dobili 230.000 glasova. Nadalje, glavnina Komšićevih glasova osvojena je u dominantno bošnjačkim područjima, dok je na područjima s hrvatskim stanovništvom dobio iznimno malo glasova: dobio je manje od 2,5% glasova u zapadnoj Hercegovini, primjerice na području općina Široki Brijeg, Ljubuški (0,8%), Čitluk, Posušje i Tomislavgrad, dok je u gotovo svim većinskim hrvatskim općinama osvojio manje od 10% glasova. U većinski bošnjačkom mjestu Kalesija, u kojem živi svega 35 Hrvata, Komšić je dobio 7.033 glasova. Bosanskohercegovački Hrvati otpočetka su Komšića smatrali nezakonitim i nelegitimnim predstavnikom te su ga vidjeli kao drugog bošnjačkog člana predsjedništva. Za svog mandata Komšić je iznimno rijetko posjećivao većinski hrvatska područja u BiH te je u javnim nastupima uglavnom izbjegavao koristiti izraze na hrvatskom jeziku (primjerice, imena mjeseci). Tzv. "slučaj Komšić" uzrokovao je veliko nezadovoljstvo Hrvata u BiH te produbio njihovo nepovjerenje prema bh. institucijama. SDP BiH te dio bošnjačke javnosti opravdavaju legitimnost Komšićevog izbora za hrvatskog člana predsjedništva bošnjačkim glasovima činjenicom da je Komšić etnički Hrvat što je definitvno opovrgnuo Ustavni sud BiH Odluci Ljubić iz prosinca 2016.
| Komšićevi rezultati po općinama 2010. (FBiH) |  | Komšićevi rezultati po općinama 2010. (FBiH) |
| Komšićevi rezultati po općinama 2010. (FBiH) |  | Udio Hrvata po općinama (popis 2013.)        |

| Izbori 2006.                   | Izbori 2006.                   | Izbori 2006. | Izbori 2006.      | Izbori 2006.      |
| ------------------------------ | ------------------------------ | ------------ | ----------------- | ----------------- |
| kandidati                      |                                |              |                   | broj glasova      |
| Željko Komšić (SDP BiH)        | Željko Komšić (SDP BiH)        |              | 116.062 (40,00 %) | 116.062 (40,00 %) |
| Ivo Miro Jović (HDZ BiH)       | Ivo Miro Jović (HDZ BiH)       |              | 76.681 (26,10%)   | 76.681 (26,10%)   |
| Božo Ljubić (HDZ 1990)         | Božo Ljubić (HDZ 1990)         |              | 53.325 (18,20%)   | 53.325 (18,20%)   |
| Mladen Ivanković (Za boljitak) | Mladen Ivanković (Za boljitak) |              | 45.397 (8,16%)    | 45.397 (8,16%)    |
| Zvonko Jurišić (HSP BiH)       | Zvonko Jurišić (HSP BiH)       |              | 20.350 (6,9%)     | 20.350 (6,9%)     |
|                                |                                |              |                   |                   |

| Izbori 2010.                  | Izbori 2010.                  | Izbori 2010. | Izbori 2010.     | Izbori 2010.     |
| ----------------------------- | ----------------------------- | ------------ | ---------------- | ---------------- |
| kandidati                     |                               |              |                  | broj glasova     |
| Željko Komšić (SDP BiH)       | Željko Komšić (SDP BiH)       |              | 337.065 (60,61%) | 337.065 (60,61%) |
| Borjana Krišto (HDZ BiH)      | Borjana Krišto (HDZ BiH)      |              | 109.758 (19,74%) | 109.758 (19,74%) |
| Martin Raguž (HDZ 1990)       | Martin Raguž (HDZ 1990)       |              | 60.266 (10,84%)  | 60.266 (10,84%)  |
| Jerko Ivanković (Za boljitak) | Jerko Ivanković (Za boljitak) |              | 45.397 (8,16%)   | 45.397 (8,16%)   |
|                               |                               |              |                  |                  |

Još uoči općih izbora 2018., za koje je mjesecima prije najavljivao kandidaturu za hrvatskog člana predsjedništva, Komšić davao kontroverzne izjave koje se nisu slagale s njegovim izbornim programom - tako je sudjelujući na skupu Društva neovisnih intelektualaca "krug 99" u Sarajevu na kojem se raspravljalo o izbornom sustavu BiH-a istaknuo kako je zahtjev hrvatskih stranaka o promjeni spornih točaka izbornih zakona (prema kojem su Bošnjaci preglasavši Hrvate 2010., što je bio povijesni presedan) neprihvatljivima ističući da se "za prava Bošnjaka moramo boriti sami". Komšićevi pristaše na predizbornom skupu u Tuzli istaknuli su transparent u kojem pozivaju na "zabijanje kolca" Draganu Čoviću i tadašnjoj hrvatskoj predsjednici Kolindi Grabar-Kitarović sljedećim napisom, za koji su Komšić i njegova stranka Demokratska fronta bili i novčano kažnjeni:
»Glasom koji za Komšića damo, glogov kolac Čovi zabijamo. I zato ga k'o bosanska raja, i Kolindi zabijemo do jaja.«
Komšić je krajem kolovoza 2018. istaknuo kako ne podržava konstitutivnost triju naroda u BiH zasnovanu na zaključcima ZAVNOBiH-a, čime je de facto negirao konstitutivnost hrvatskog naroda u BiH, iako je prije toga najavio kandidaturu za hrvatskog člana predsjedništva.
Prema rezultatima Središnjeg izbornog povjerenstva BiH, Komšić je na izborima za hrvatskog člana predsjedništva nadglasao Čovića za gotovo 80.000 glasova (19% razlike). Primjerice, u većinski bošnjačkom mjestu Kalesiji, u kojemje prema popisu stanovništva 2013. živio zanemariv broj Hrvata, Komšić je dobio 3.089 glasova, a Čović njih svega 8. S druge strane, u dominantno hrvatskim općinama Posušju Komšić je dobio 0,76% glasova naprama Čovićevih 82,33%, u Grudama 0,72% naprama Čovićevih 90,12%, u Ljubuškom 1,26% naprama Čovićevih 81,19%, u Tomislavgradu 3,37% naprama Čovićevih 68,89%, u Širokom Brijegu 0,52% naprama Čovićevih 85,05%, a slične rezultate ostvario je i u drugim većinski hrvatski općinama poput Neuma (2,95%) ili Čitluka (0,54%). Rezultati izbora 2018. za hrvatskog člana Predsjedništva Bosne i Hercegovine:
| Odnos Komšić-Čović po općinama |  | Odnos Komšić-Čović po općinama        |
| Odnos Komšić-Čović po općinama |  | Komšićevi rezultati po općinama 2018. |

| kandidat                     | kandidat                     | stranka                             | glasovi                      | %                            |
| Hrvatski član Predsjedništva | Hrvatski član Predsjedništva | Hrvatski član Predsjedništva        | Hrvatski član Predsjedništva | Hrvatski član Predsjedništva |
| ---------------------------- | ---------------------------- | ----------------------------------- | ---------------------------- | ---------------------------- |
|                              | Željko Komšić                | Demokratska fronta                  | 225.500                      | 52,64                        |
|                              | Dragan Čović                 | Hrvatska demokratska zajednica      | 154.819                      | 36,14                        |
|                              | Diana Zelenika               | Hrvatska demokratska zajednica 1990 | 25.890                       | 6,04                         |
|                              | Boriša Falatar               | Naša stranka                        | 16.036                       | 3,74                         |
|                              | Jerko Ivanković              | Narodna stranka Radom za boljitak   | 6.099                        | 1,42                         |

Gotovo sve općine s većinskim hrvatskim stanovništvom proglasile su Komšića nepoželjnim (persona non grata) u svojstvu člana državnog predsjedništva na svom teritoriju. Toj incijativi se pridružilo i vodstvo pet županija u kojima žive Hrvati.
Prema hrvatskim tvrdnjama, cijeli projekt preglasavanja izborne volje Hrvata na izborima 2018. osmislila je Stranka demokratske akcije, vodeća bošnjačka stranka, a navodno je u džamijama u ruralnim sredinama usmeno preporučeno da uz bošnjačkog kandidata za člana Predsjedništva BiH Šefika Džaferovića, trebaju glasovati i za kandidata iz reda hrvatskog naroda Željka Komšića. Primjerice, ako u jednom domaćinstvu postoje tri registrirana birača, preporučeno im je da dva glasaju za Džaferovića, a jedan za Komšića. Komšić je na kraju dobio čak i više glasova od bošnjačkog kandidata Džaferovića.
Hrvatske stranke u BiH su od 2006. tvrdili za Komšića da nije legitiman, a od 2018. da nije niti legalan niti legitiman. Kao što je Ustavni sud BiH jasno ustvrdio u Odluci Ljubić iz prosinca 2016. godine, političke predstavnike konstitutivnih naroda i Ostalih moraju izabrati grupe koje oni predstavljaju i čije interese zastupaju, na svim administrativno-političkim razinama. Komšić nema takav legitimitet jer je nadmoćno izabran glasovima Bošnjaka i dobio je manje od 5% hrvatskih glasova. On nema podršku Hrvata, koja bi mu dala izborni legitimitet za predstavljanje Hrvata u Predsjedništvu BiH i da štiti njihove interese kroz mehanizam “entitetskog veta”, kao što je predviđeno u Članku V 2. d) Ustava BiH. On je izabran zahvaljujući propustu u izbornim pravilima koji su bošnjački političari odbili otkloniti. Njegov izbor je, stoga, neustavan i nezakonit, te krši natkrovljujuće načelo Ustava BiH međusobne ravnopravnosti tri konstitutivna naroda. Članak V 2. d) Ustava BiH:
»Član Predsjedništva koji je glasovao protiv neke odluke Predsjedništva može dati izjavu da je ta odluka štetna po vitalne interese entiteta za teritorij na kojem je izabran, a sve u roku od tri dana nakon usvajanja te odluke. Takova će se odluka odmah podnijeti Narodnoj skupštini Republike Srpske, ako je izjavu dao član s tog teritorija; odnosno bošnjačkim delegatima u Domu naroda Federacije, ako je izjavu dao bošnjački član; ili hrvatskim delegatima Domu naroda Federacije ako je izjavu dao hrvatski član. Ako je izjava potvrđena dvotrećinskom većinom delegata u roku od deset dana od njezina podnošenja, sporna odluka Predsjedništva neće stupiti na snagu.«

### Diplomatsko osoblje
Kako se pri imenovanju veleposlanika i konzula BiH vodi računa o podjednakoj zastupljenosti triju nacionalnosti, a ne o predstavljanju nacionalnosti, mnogi veleposlanici iz hrvatske kvote su etnički bh. Hrvati, ali bez izborne podrške bh. Hrvata. U ekstremnim slučajevima neki diplomati hrvatske kvote su zapravo bili i Bošnjaci koji su se po isteku svog mandata u bošnjačkoj kvoti formalno izjasnili kao Hrvati kako bi dobili novi diplomatski razmještaj. Primjerice, nakon što je mandat ranije u Turskoj odradio kao veleposlanik iz bošnjačke kvote, Nerkez Arifhodžić se izjasnio kao Hrvat te je imenovan veleposlanikom BiH u Rimu, u hrvatskoj kvoti.

### Odluka o konstitutivnosti
Alija Izetbegović, u to doba predsjedatelj Predsjedništva Bosne i Hercegovine, je zahtjevom od 12. veljače 1998. godine pokrenuo postupak pred Ustavnim sudom Bosne i Hercegovine radi ocjenjivanja suglasnosti Ustava Republike Srpske i Ustava Federacije Bosne i Hercegovine s Ustavom Bosne i Hercegovine. U odluci Ustavnoga suda BiH U-5/98 od 1. srpnja 2000. (Odluka o konstitutivnosti naroda u Bosni i Hercegovini) eksplicitno je navedeno kako je konstitutivnost (ustavotvornost) tri naroda "natkrovljujuće načelo" Ustava BiH.
Visoki predstavnik za Bosnu i Hercegovinu, Vijeće Europe i nekoliko zapadnih prijestolnica su od siječnja 2001. godine entitete gurkali u pravcu razmatranja i utvrđivanja ustavnih promjena neophodnih za provedbu odluke Suda. Ovaj proces uključivao je formiranje multietničkih ustavnih komisija pri entitetskim zakonodavnim tijelima, rad političkih stranaka na izradi njihovih vlastitih prijedloga, konzultacije s međunarodnim ustavnim ekspertima, period u kome se vodila javna debata, međustranačke pregovore, te, na kraju, mjesec dana intenzivnog pregovaranja u Uredu Visokog predstavnika (OHR). Pregovori su službeno za cilj imali provedbu odluke U-5/98 Ustavnog suda BiH iz 2000. godine. Prije ove odluke u RS su samo Srbi bili konstitutivni, a samo Bošnjaci i Hrvati u FBiH.

## Federacija BiH
Izvedbena faza procesa dekonstituiranja Hrvata započela je amandmanima Roberta Barryja, tadašnjeg voditelja misije OESS-a u BiH, na propise Privremenog izbornog povjerenstva, samo mjesec dana pred opće izbore 2000. Barryjevi amandmani su 2001. rezultirali formiranjem Vlade FBiH ("Alijansa") bez stranaka koje su osvojile preko 90% hrvatskih glasova na izborima. Koaliciju je činilo 9 bošnjačkih stranaka i jedna hrvatska, koja je dobila oko 5% potpore Hrvata u FBiH. Hrvati su na to odgovorili neuspješnom Hrvatskom samoupravom.

### Barryjevi amandmani
Voditelj misije OESS-a u Bosni i Hercegovini Robert Barry 2000. uveo je Izborni zakon kojim je omogućeno da izaslanike u Domu naroda Parlamenta FBiH, bez obzira na njihovu nacionalnost, mogu predlagati i birati svi zastupnici u skupštinama županija Federacije BiH. Time je postojanje Doma naroda kao zaštitnog mehanizma konstitutivnih naroda obesmisleno, jer o sastavu kluba hrvatskih izaslanika u Domu naroda odlučuju i puno brojniji Bošnjaci, koji tako kontroliraju tu instituciju. Tako većinski bošnjačke županije mogu vrlo lako kontrolirati sastav hrvatskih zastupnika Doma naroda, a istovremeno kao najbrojniji narod FBiH popunjavaju i dvije trećine srpskih zastupnika u federalnom Domu naroda.
Barryjevi amandmani doveli su i do drugih apsurda. Bosansko-podrinjska županija Goražde, u kojoj živi svega 17 Hrvata, bira jednog izaslanika Hrvata u Dom naroda Parlamenta FBiH, dok primjerice Županija Posavska, u kojoj živi oko 40 tisuća Hrvata, bira isti broj izaslanika. Isto tako Tuzlanska, Sarajevska, Zeničko-dobojska i Unsko-sanska županija, gdje živi mali postotak Hrvata, biraju od jednog do dva izaslanika u federalnom Domu naroda, koji su izabrani od strane Bošnjaka u tim županijama. Bošnjaci u FBiH bez problema mogu izabrati 6 od 17 hrvatskih izaslanika u Domu naroda, a kako je za potvrdu Vlade ili prolazak nekog zakona potrebna trećina glasova, time je otvoren put preglasavanju Hrvata. Čak i da neka hrvatska stranka ili koalicija dobije veliku većinu hrvatskih glasova u BiH, teoretski može imati samo 11 od 17 izaslanika u hrvatskom klubu Doma naroda, te ih opet preostala trećina može preglasati. Nadalje, ako u županijskim skupštinama nekih dominantno bošnjačkih županija ne sjedi nijedan Hrvat, neki županijski zastupnici Bošnjaci izjasnili su se kao Hrvati, kako bi bili izabrani u Hrvatski klub Doma naroda i tako stekli priliku odlučivati o vitalnim hrvatskim nacionalnim interesima.

### Petritschevi amandmani

#### Uvod
Nastavak i vrhunac procesa ustavno-pravnoga dekonstituiranja uslijedio je kroz amandmane na  Ustav Federacije BiH nametnute od strane OHR-a. Od 108 amandmana na Ustav FBiH, samo 39 je odobrio Parlament FBiH, a čak njih 69 su nametnuli visoki predstavnici Wolfgang Petritsch i Paddy Ashdown između 2002. i 2004. godine. Za Hrvate u BiH posebno su bili pogubni Petritschevi amandmani iz travnja 2002. godine koji su u međunarodnoj zajednici poznati pod ciničnim nazivom "airport decision" tj. "odluka iz zračne luke" jer ih je Petritsch potpisao doslovno u zračnoj luci, neposredno prije svog odlaska iz BiH. Nametnuti amandmani OHR-a na ustave FBiH i RS službeno su za cilj imali provedbu odluke U-5/98 Ustavnog suda BiH iz 2000. godine. Prije ove odluke u RS su samo Srbi bili konstitutivni, a samo Bošnjaci i Hrvati u FBiH. Nametnuti amandmani su de iure dodali sva tri naroda kao konstitutivne u ustave oba entiteta, ali de facto, Republika Srpska je ostala srpski entitet, a Federacija BiH je od bošnjačko-hrvatske federacije, koja je po Washingtonskom sporazumu trebala ući u konfederaciju s Republikom Hrvatskom, postala bošnjački entitet.

#### Primjer
Amandmanima tadašnjeg visokog predstavnika Wolfganga Petritscha na Ustav Federacije BiH 2002. godine, do tada federacija dvaju ravnopravnih partnera, Bošnjaka i Hrvata, postala je entitet u kojem Bošnjaci mogu preglasati Hrvate. Ovim odlukama i brojnim drugim manipulacijama i pritiscima, Hrvati su dovedeni u podređen i neravnopravan položaj u odnosu na Bošnjake u Federaciji Bosne i Hercegovine.
| Prije 2002. | Poslije 2002. |
| Proces kandidiranja Predsjednika/Potpredsjednika FBiH | |
| U izboru Predsjednika i Potpredsjednika Federacije Bosne i Hercegovine, klubovi naroda (bošnjački i hrvatski) odvojeno su kandidirali po jednu osobu. Potrebna je većina u svakom klubu Doma naroda. | U izborima za Predsjednika i dva Potpredsjednika Federacije BiH, uvodi se zajednička lista, koja se formira uz podršku najmanje jedne trećine poslanika iz klubova. (bošnjački, hrvatski, srpski). Nije više potrebna većina u svakom klubu Doma naroda nego samo jedna trećina.                                                                     |
| Proces izbora Predsjednika/Potpredsjednika FBiH | |
| Izbor Predsjednika i Potpredsjednika Federacije zahtjeva potvrdu većinom glasova u Zastupničkom domu i u Domu naroda (uključujući većinu po klubovima Doma naroda). Potrebna je većina u oba doma Parlamenta Federacije BiH, uključujući i većinu u svakom klubu Doma naroda.                                                               | Prvi krug izbora je ostao isti. Potrebna je potvrda većinom glasova u Zastupničkom domu i u Domu naroda (uključujući većinu po klubovima Doma naroda). Potrebna potvrda u oba doma. Uvodi se drugi krug. |
| | Ako u ponovljenom postupku jedan od domova odbije zajedničku listu, smatrat će se da su kandidirane osobe prihvaćanjem liste u jednom domu. Uvodi se drugi krug glasovanja u kojem je potrebna potvrda u samo jednom domu. |
| Sastav Vlade Federacije Bosne i Hercegovine | |
| Vlada Federacije BiH se sastoji od Premijera, koji je predsjednik Vlade, zamjenika Premijera i ministara (od kojih svaki ima zamjenika). Nijedan od zamjenika, uključujući i zamjenika Premijera, ne može biti iz istog konstitutivnog naroda kao njegov ministar. Najmanje jedna trećina ministarskih mjesta bit će popunjena Hrvatima.    | Vlada Federacije BiH (Premijer i šesnaest ministara) sastoji se od 8 ministara iz reda bošnjačkog, 5 ministara iz reda hrvatskog i 3 ministra iz reda srpskog naroda. Jednog ministra iz reda ostalih može imenovati Premijer iz kvote najbrojnijeg konstitutivnog naroda. Ukidaju se funkcije zamjenika ministara i predsjednika županija (župana). |
| Način odlučivanja u Vladi Federacije BiH | |
| Članak IV.B.2.6. Ustava: Odluke Vlade Federacije koje se tiču vitalnih interesa bilo kojeg konstitutivnog naroda, donose se konsenzusom. Na ovu odredbu može se pozvati jedna trećina ministara, osim Premijera i zamjenika Premijera, ako dugačije ne odredi Ustavni sud u hitnom postupku koji zatraže Premijer ili zamjenik Premijera... | Visoki predstavnik za Bosnu i Hercegovinu Wolfgang Petritsch je odlučio navedeni članak u potpunosti maknuti iz Ustava Federacije Bosne i Hercegovine. |

#### Objašnjenje
Predsjednik i Vlada FBiH: Prije i poslije promjena Ustava i izbornog zakona 2002. (Evolucija procesa dekonstituiranja Hrvata u Federaciji BiH) Poskok.info, 23.4.2020.

Zbog činjenice da je Bošnjaka u Federaciji BiH 70,40%, stranke koje predstavljaju bošnjačku izbornu volju uvijek mogu osigurati 2/3 većinu u Zastupničkom (donjem ili građanskom) domu Parlamenta FBiH. Nametnuti amandmani i novi, neustavni Izborni zakon omogućili su im i punu kontrolu Doma naroda (gornjega doma) PFBiH. Novi Dom naroda PFBiH je koncipiran tako da stranke koje predstavljaju bošnjačku izbornu volju, izbornim inženjeringom mogu ostvariti većinu na razini DN PFBiH, odnosno 37 od 58 zastupnika i to na način da mogu samostalno, samo bošnjačkim glasovima izabrati 12 od 17 zastupnika Bošnjačkog kluba DN, 12 od 17 Srpskog, 6 od 17 Hrvatskog te 5 od 7 zastupnika kluba nacionalnih manjina i nacionalno neopredijeljenih građana (tzv. Ostali).
Kako bi stranke koje su izraz bošnjačke izborne volje mogle preuzeti punu kontrolu nad DN PFBiH, nametnutim amandmanima nije samo promijenjen sastav klubova i broj zastupnika DN nego je promijenjena i odredba o načinu donošenja odluka u DN. Umjesto dotadašnje natpolovične većine po klubovima, kako je bilo propisano izvornim ustavom FBiH, odnosno Washingtonskim sporazumom, uvedeno je pravilo da je za imenovanje i potvrđivanje izvršne vlasti na razini Federacije BiH potrebna suglasnost samo 1/3 zastupnika (minimalno 6 od 17). Zanimljivo, točno onoliko zastupnika koliko ih se za Hrvatski klub DN, po novom Izbornom zakonu, bira u većinskim bošnjačkim županijama.
Ako bošnjački glasači odluče iskoristiti mogućnost biranja 6 zastupnika Hrvatskog kluba DN u većinski bošnjačkim županijama, hrvatski glasači nemaju nikakvu izbornu mogućnost spriječiti taj izbor. Od preostalih 11, pri tom, 6 ih se bira u mješovitim županijama, a samo 5 u većinskim hrvatskim županijama. U ostala tri kluba DN stranke s bošnjačkom izbornom bazom mogu osigurati ne samo 1/3 svojih zastupnika nego i 2/3 većinu. Bošnjački glasači u FBiH ne majoriziraju, dakle, samo Hrvate nego i Srbe i Ostale. Kontrolom oba doma Parlamenta FBiH, stranke koje predstavljaju bošnjačku izbornu volju imaju mogućnost samostalno formirati izvršnu vlast na razini FBiH (Predsjednik FBiH i dva dopredsjednika te Vlada FBiH).

### Vlada Platforme 2010. – 2014.
Nakon izbora 2010. SDP BiH pod vodstvom Zlatka Lagumdžije je formirao Vladu FBiH uzevši za koalicijske partnere minorne hrvatske stranke HSP BiH te NSRzB umjesto glavnih hrvatskih političkih stranaka koje su dobile više od tri četvrtine povjerenja Hrvata na izborima. Premda je za potvrdu vlade potrebna najmanje trećina glasova 17-članog Doma Hrvata, SDP-ova koalicija je zadobila samo 5 glasova te je nastavila s formiranjem vlade. Nakon što je u ožujku 2011. Središnje izborno povjerenstvo BiH proglasilo izbor Vlade te predsjednika i dopredsjednika FBiH nelegalnim te ih poništilo, Visoki predstavnik Valentin Inzko jednostavno je odluku SIP-a stavio izvan snage. Time je omogućio većinski bošnjačkim strankama formiranje vlade u FBiH bez hrvatskih političkih predstavnika. Hrvati su održali prosvjede, dok su hrvatski političari odbili priznati nelegitimnu i nezakonitu Vladu FBiH. "5≠17÷3" postao je slogan prosvjeda bh. Hrvata.
Predsjednik Federacije Bosne i Hercegovine Živko Budimir u tom mandatu dolazio je iz Hrvatske stranke prava BiH, koja je u Parlamentu imala dva zastupnika (od 98) te je na to mjesto bio izabran glasovima uglavnom bošnjačkih zastupnika SDP-a. Takav je izbor legaliziran nametnutim amandmanima Visokoga predstavnika na Ustav Federacije, još iz 2002., prema kojima kandidate više ne ističu pojedini narodi, nego svi zastupnici.
Stotine Hrvata je smijenjeno s pozicija u institucijama, dužnosti u vlasti, dužnosti u agencijama, javnim poduzećima i imenovani su neki drugi. U javnim poduzećima na pozicijama nije bilo Hrvata koji su postavljeni sukladno izboru većinskih hrvatskih stranaka. Koalicija Platforme potrajala je nepunih godinu i šest mjeseci, a raskinuta je kada je SDA odbila podržati budžet institucija BiH za 2012. godinu. Obećanja koja su dobivali Dragan Čović i Božo Ljubić nakon raspada platforme i formiranja četvorke (SDP, SBB, HDZ BiH, HDZ 1990) sredinom 2012. nisu se realizirala i unatoč tome Vlada Platforme je funkcionirala do kraja mandata, iako u njoj nije bilo legitimnih predstavnika hrvatskih stranaka koje su dobile najveći broj glasova na izborima 2010. Sjednice Vlade su se održavale, ministri su zajedno dizali ruke kada su u pitanju odluke “važne za život građana FBiH”, kako su izjavili pojedini dužnosnici. Formiranje i funkcioniranje Vlade FBiH pretvorilo se u višegodišnju sagu, s obzirom na to da joj je izglasano nepovjerenje u Parlamentu FBiH, te da je njena "rekonstrukcija" svoj epilog dobila na Ustavnom sudu FBiH. Ministri SDA, NSRZB i HSP-a su ipak do kraja mandata ostali na svojim funkcijama, a Vlada FBiH u tehničkom mandatu.

## Republika Srpska
Hrvati u RS čine iznimno mali dio stanovništva te se, slično kao od strane Bošnjaka u FBiH, preglasavaju od strane većinskih Srba tijekom izbora zastupnika u hrvatski klub Vijeća naroda RS. Jedan potpredsjednik RS mora biti iz redova tamošnjeg hrvatskog naroda, a na to mjesto Srbi iz RS su protivno izbornoj volji Hrvata u RS izabrali Emila Vlajkija, političara pro-velikosrpskih pogleda (2010. – 2014.).

## Mostar
Mostar je sjedište mješovite hrvatsko-bošnjačke Hercegovačko-neretvanske županije te grad s većinski hrvatskim stanovništvom uz značajan udio Bošnjaka. Ujedno je i jedini veći grad u BiH s hrvatskim stanovništvom te kulturno, obrazovno i gospodarsko središte Hrvata u BiH. Poprište hrvatsko-bošnjačkog sukoba 1993. – 1994., neko vrijeme je funkcionirao kao dva podijeljena grada, da bi nakon rata bio postupno ujedinjen pod zajedničku upravu. 
Visoki predstavnik Paddy Ashdown 2004. godine nametnuo je poseban Statut za Grad Mostar. Po nametnutom statutu, u Gradskom vijeću od 35 članova nijedan narod ne može imati većinu, iako su Hrvati većinski narod u gradu. To dovodi do sporno skrojenih izbornih jedinica po gradskim četvrtima, tako da jedna većinski hrvatska izborna jedinica, koja može imati četiri puta više birača nego bošnjačka, jednako bira tri predstavnika kao i ova druga. Ustavni sud Bosne i Hercegovine zatražio je izmjenu nametnutog statuta te Izbornog zakona BiH, ocjenjujući ih neustavnim. Navodi se da su neustavne odredbe prema kojima se isti broj vijećnika u Gradsko vijeće Mostara bira s područja šest bivših općina, iako imaju vrlo različit broj birača, kao i činjenica da građani iz središnje upravne gradske zone ne mogu birati predstavnike za Gradsko vijeće. Gradskom vijeću obično treba godina i više dana da izabere gradonačelnika. Usto, od 2008. nisu održani lokalni izbori. HDZ BiH i SDA, stranke s najvećim brojem mandata u Gradskom vijeću koje ujedno predstavljaju većinu mostarskih Hrvata i Bošnjaka, u više navrata nisu se uspjele dogovoriti o rješenju mostarskog problema.

### Sporazum
Usvajanjem Prijedloga zakona o izmjenama Izbornog zakona BiH vezano za Grad Mostar konačno je otklonjena davno utvrđena tzv. "mostarska diskriminacija" i pravni vakuum u kojem smo se sve ove godine kao građani ovoga grada nalazili, te je ujedno uspostavljena ravnoteža vrijednosti glasa svakog birača na području Grada Mostara, a što je od iznimne važnosti za razinu lokalne samouprave u smislu normalnog funkcioniranja i budućeg razvoja grada. Nakon višegodišnjih mostarskih pregovora i sporazuma između SDA i HDZBiH od 17. lipnja 2020. godine, Parlamentarna skupština Bosne i Hercegovine usvojila je pravila za izbor 35 gradskih vijećnika u Gradskome vijeću Grada Mostara (7. srpnja Zastupnički dom, 8. srpnja Dom naroda), i sve to u skladu s Odlukom Ustavnoga suda BiH iz 2010. godine, kao i odredbama ostalih zakonskih propisa na snazi. Članak 19.4 Izbornoga zakona BiH:
1. Iz gradske izborne jedinice bira se 13 vijećnika. U Gradskom vijeću bit će zastupljena najmanje četiri vijećnika iz svakog konstitutivnog naroda i jedan vijećnik iz reda ostalih.
- a) Izborna jedinica gradskoga područja 1 (Sjever) bira dva gradska vijećnika;
- b) Izborna jedinica gradskoga područja 2 (Stari grad) bira pet gradskih vijećnika;
- c) Izborna jedinica gradskoga područja 3 (Jugoistok) bira dva gradska vijećnika;
- d) Izborna jedinica gradskoga područja 4 (Jug) bira dva gradska vijećnika;
- e) Izborna jedinica gradskoga područja 5 (Jugozapad) bira sedam gradskih vijećnika;
- f) Izborna jedinica gradskoga područja 6 (Zapad) bira četiri gradska vijećnika.

2. Nijedan od konstitutivnih naroda, niti iz grupe ostalih, ne mogu imati više od 15 svojih predstavnika u Gradskom vijeću.
Središnje izborno povjerenstvo Bosne i Hercegovine u suradnji s mostarskim Gradskim izbornim povjerenstvom rasporediti birače iz bivše Središnje zone Grada Mostara u zborne jedinice gradskih područja Jugozapad ili Stari Grad, ovisno o pripadnosti mjesnim zajednicama odnosno kojoj od navedenih izbornih jedinica gradskih područja birači gravitiraju. Sve gore navedeno oko raspodjele mandata bit će sasvim jasno preslikano i u članak 17. novoga Statuta Grada Mostara, čije će usvajanje sačekati novi saziv legalno i demokratski izabranog Gradskog vijeća Grada Mostara.

### Travnik
Od svih bosanskohercegovačkih gradova, samo u Mostaru vrijedi poseban statut, što je dodatna diskriminacija prema tamošnjim većinskim Hrvatima. U drugim gradovima i općinama u kojima su Srbi ili Bošnjaci u većini, ali postoji značajan udio drugih naroda (primjerice, u Travniku, Uskoplju ili Bugojnu, gdje su Bošnjaci većina, a Hrvati manjina) ne postoje nikakva posebna pravila zaštite malobrojnijeg naroda niti je nametan poseban statut. Amandmanom XXV na ustav FBiH iz 1997. bilo je predviđeno da Travnik (kao sjedište mješovite Županije središnja Bosna) bude politički organiziran kao i Mostar, do čega nije došlo i zbog čega su se Hrvati Središnje Bosne više puta tužili.
Dom naroda Parlamentarne skupštine Bosne i Hercegovine usvojio je 8. srpnja 2020. zaključak kojim se Vijeće ministara Bosne i Hercegovine zadužuje da u što kraćem roku, u skladu s rješenjima u Izbornom zakonu BiH za Grad Mostar, pripremi i u parlamentarnu proceduru uputi izmjene i dopune Izbornog zakona BiH zaopćinu Travnik kako bi se Lokalni izbori 2024. godine za općinu Travnik proveli po novim izbornim pravilima.

## Financije
Hrvati su kao etnička skupina diskriminirani po pitanju zastupljenosti u državnim i entitetskim tijelima i javnim ustanovama što se odražava u uskraćenosti sredstava za projekte koji bi bili na korist krajevima u BiH u kojima u većini ili značajnom udjelu žive Hrvati. Po procjenama ekonomskih stručnjaka, za 13 godina (od 1995. do 2008.), u Federaciji Bosne i Hercegovine Hrvati su izgubili 4,5 milijarde konvertibilnih maraka, odnosno uplatili su za taj iznos više u proračun Federacije BiH nego što je proračunom vraćeno na ta većinski hrvatska područja. Zbog posebnog zakona o neizravnom oporezivanju, dvije gotovo isključivo bošnjačke županije, Sarajevska i Bosansko-podrinjska, imaju poseban tretman temeljem čega su sve ostale županije u FBiH (i bošnjačke, i hrvatske, i mješovite) u financijski podređenom položaju. Primjerice, tri županije s hrvatskom većinom (Zapadnohercegovačka, Hercegbosanska, Posavska) zbog posebnih koeficijenata bile su uskraćene za 120,9 mil. KM proračunskih prihoda između 2006. i 2014.
Hrvatske javne institucije iz sustava visokog obrazovanja (Sveučilište u Mostaru), zdravstva (Sveučilišna klinička bolnica Mostar), kulture (Hrvatsko narodno kazalište u Mostaru) nemaju riješen status ni financiranje. HNK Mostar je službeno korisnik "grant" sredstava te iz javnog proračuna dobiva svega 370,000 KM godišnje, dok javna kazališta u Sarajevu i Zenici dobivaju 5,6 milijuna odnosno 1,4 milijuna KM godišnje.

## Javni mediji
U BiH postoje tri javna radiotelevizijska medija koja se financiraju javnim proračunskim sredstvima: državna BHT te entitetski RTRS (Radiotelevizija Republike Srpske) te Federalna televizija (FTV). BHT i FTV težište stavljaju na bošnjački jezik i perspektivu događaja vodećih bošnjačkih stranaka FBiH, a RTRS gotovo isključivo na srpski jezik i stavove vodstva Republike Srpske. Prema rezultatima nepotpune analize ograničenog uzorka emitiranja, na BHT-u 9% novinara se u eteru koristi hrvatskim jezikom, na FTV-u 11%, a na RTRS-u svega 1%. Što se tiče voditelja dnevnika u udarnom terminu, na BHT-u 14% ih se služi hrvatskim, a na FTV-u 29%. Na BHT-u prikazuje se samo 9% informacija s područja gdje su Hrvati većina, na FTV-u 11, a na RTRS-u svega 2%. Na BHRT-u Hrvati čine svega 9,3% kadra. Teletekst FTV-a dostupan je samo na bošnjačkom.
Osim upotrebe jezika, bosanskohercegovački Hrvati kritiziraju FTV i zbog pristranog te jednostranog izvještavanja te diskriminacije Hrvata, kao i nezainteresiranosti za prenošenje sportskih i drugih događaja bitnih za Hrvate FBiH. Bh. Hrvati kao jedan od najočitijih primjera ističu izvještavanje FTV-a o optužnicama i pravosudnim postupcima za ratne zločine u BiH, gdje se zločini Bošnjaka prešućuju, a zločini Hrvata i Srba dodatno naglašavaju. Federalna televizija, primjerice, danima je oštro reagirala i iznimno kritički pratila prisutnost hrvatskih političara i dužnosnika na dočeku Darija Kordića (HVO) kao osuđenog ratnog zločinca, dok je odlazak vodstva bošnjačkog SDP-a BiH na grob i bogoslužje za preminulog osuđenog ratnog zločinca Rasima Delića (ARBiH) u potpunosti prešućeno.
Jedan od problema je i izrazito slaba pokrivenost signalom Javnoga RTV servisa hrvatskih područja u Bosni i Hercegovini. Televizijski kanal Erotel na hrvatskom jeziku nasilno je ukinut još 2001. te su mu oduzeti odašiljači. U BiH uopće nema televizijskoga programa koji se proizvodi na hrvatskom jeziku, a emitira na cijelom prostoru države, a nema ga ni na entitetskoj kao ni na županijskoj razini. Na ovaj način, Hrvatima u BiH uskraćeno je pravo televizijskog informiranja na svom materinjem jeziku i o temama značajnim za svoj narod. FTV kao javni radiotelevizijski servis Federacije BiH morao bi ravnopravno pružati informiranje i usluge na svim službenim jezicima, što bi se jednostavno postiglo osnivanjem više kanala u sklopu FTV-a. Takvom rješenju ogorčeno se protivi većina bošnjačkih političara. Unatoč pokušajima hrvatskih zastupnika, usvajanje zaključka kojim je Dom naroda obvezivao Vijeće ministara na pokretanje postupka osnivanja RTV kanala na hrvatskom jeziku unutar Javnog RTV servisa BiH blokirao je Bošnjački klub pozivajući se na zaštitu svog vitalnog nacionalnog interesa. Hrvatski zastupnici u svibnju 2008. podnijeli su tužbu Ustavnom sudu FBiH, koja je odbijena.

## Školstvo
Od strane dijela bošnjačkih političkih i civilnih čimbenika te predstavnika međunarodne zajednice obrazovni sustav po hrvatskom planu na područjima sa značajnom hrvatskom manjinom u FBiH se naziva segregacijom i apartheidom te se zaziva njegovo ukidanje. S druge strane, vodeće bošnjačke stranke (SDA, SDP te DF) te bošnjački član Predsjedništva Bakir Izetbegović traže uvođenje školovanja po bošnjačkom planu i programu (tzv. sustava "dvije škole pod jednim krovom") na područjima Republike Srpske sa značajnom bošnjačkom manjinom (primjerice, u Konjević Polju i Vrbanjcima).
Osim toga, po ustavu FBiH obrazovanje je u isključivoj nadležnosti županija, dok je federalna vlada u svrhu centralizacije i preuzimanja kontrole nad obrazovanjem 2010. neustavno uspostavila federalno ministarstvo obrazovanja te ga unatoč pravomoćnim presudama ustavnog suda nije ugasila. Naprotiv, FBiH još više centralizira obrazovanje te neustavnom ministarstvu dodjeljuje još više ovlasti.
Financiranje redovitih djelatnosti Sveučilišta u Mostaru osiguravaju tri županije s većinskim hrvatskim narodom i dvije županije s mještovitim upravljanjem. Tu postoje veliki problemi jer financiranje Sveučilišta u Mostaru ne spada u obvezne stavke proračuna u županijama, nego se financira grantovima, a oni su podložni ograničenjima. Sveučilište kao javna institucija ne može funkcionirati bez kontinuirano osiguranih novčanih sredstava. S diskriminacijom pri financiranju suočavaju se i druge hrvatske obrazovne ustanove.
Pojedini bošnjački povjesničari ako se ne uklapa u njihove okrive prokrustovski sakate povijest Hrvata Bosne i Hercegovine i Posavine iz pred-osmanskog i osmanskog razdoblja, dok rastežu svoju "bošnjačku" povijest, koja im je uglavnom izmišljena i znanstveno neutemeljena.

## Ostali primjeri
Nakon što su hrvatske vojne snage 1995. godine oslobodile Drvar, Hrvatima je dodijeljeno zemljište za izgradnju katoličkog groblja. Kasnije je utvrđeno da se radi o privatnom zemljištu mjesnih Srba nakon čega su 2002. zabranjeni svi hrvatski ukopi na Trininić brijegu. U međuvremenu, Hrvatima katolicima se ne dopušta pokop njihovih pokojnika na gradskom Šobića groblju zajedno s pravoslavnim vjernicima. Ta zabrana je na snazi unatoč činjenici da su se na tome groblju katolici pokapali u 19. i 20. stoljeću o čemu svjedoči više devastiranih i porušenih nadgrobnih spomenika. Tako je bilo sve do potpunog protjerivanja i likvidacije Hrvata katolika za vrijeme Drugog svjetskog rata i poslije njega kada je 1949. potpuno srušena i katolička crkva.
Još u lpnju 2017. drvarski župnik, a potom i banjolučki biskup Franjo Komarica, uputili dopis načelniku općine Drvar Goranu Broćeti i predsjedniku Vlade Hercebosanske županije Ivanu Joziću, u kojem ih mole da se očituju o dodjeli zemljišta za izgradnju katoličke crkve u Drvaru. Početkom srpnja pćinsko vijeće Drvar donijelo je odluku kojom obvezuju načelnika općine da u roku 60 dana ponudi Župi Drvar tri prikladn zemljišta za izgradnju katoličke crkve. Četiri mjeseca kasnije, dva mjeseca poslije probijanja zadanog roka, drvarski župnik uputio je apel hrvatskim medijima i javnosti naglasivši da katolički vjernici 22 godine bogoslužje obavljaju u preuređenim prostorijama nekadašnjeg društvenog doma „Partizan“, nadodavši: "Jednako toliko godina traju nastojanja drvarskih katolika, ali i političke opstrukcije općinskih vlasti, da se dobije komad zemlje na kojem bi se izgradila katolička župna crkva."

## Reakcije

### Hrvati u BiH
Prva reakcija na oslabljivanje konstitutivnosti i ravnopravnosti bh. Hrvata bio je pokušaj upostave Hrvatske samouprave 2001. kao hrvatske federalne jedinice. Pokušaj je ubrzo propao pod pritiskom međunarodne zajednice.
Hrvatski političari podnosili su i ustavne tužbe zbog neustavnih i diskriminatornih izbornih zakona i pravila. Kao odgovor na urušavanja statusa Hrvata u BiH sazvan je i Hrvatski narodni sabor BiH, koji okuplja sve Hrvate koji su izabrani u entitetske ili državne parlamente. Slično kao i Hrvatsko narodno zastupstvo u Kraljevini Jugoslaviji, HNS BiH radi na usklađivanju hrvatske politike, izgradnji institucija i nacionalnom okupljanju Hrvata BiH. 
Udruge veterana HVO-a organizirali su peticiju stop majorizaciji Hrvata u BiH u ožujku 2011. kojom je zatražena jednakopravnost za Hrvate. Prikupljanjem 142.345 potpisa postigla je cilj ukazivanja na postojanje problema, ali nije dovela ni do kakve promjene stanja neravnopravnosti. U pojedinim dijelovima BiH u vrijeme potpisivanja peticije, volonteri su bili izloženi provokacijama, psovkama pa čak i prijetnjama. Zabilježeni su i slučajevi pokušaja onemogućavanja provođenja peticije te uništavanja prikupljenih potpisa. U listopadu 2011. većinski hrvatska područja u BiH preko noći su osvanula oblijepljena plakatima s natpisom "Dobrodošli u Herceg-Bosnu". Tijekom 2012. i 2013. hrvatski politički predstavnici obraćali su se Vijeću za provedbu mira vezano uz paralizu Mostara i neravnopravnost Hrvata, dok je mostarsko-duvanjski biskup Ratko Perić uputio promemoriju predsjedniku RH Ivi Josipoviću prilikom njegovog posjeta Mostaru. Hrvatske stranke u BiH se zalažu ili za uređenje Mostara kao svih ostalih općina i gradova u BiH (po načelu "jedan čovjek=jedan glas") ili za primjenu mostarskog statuta na Travnik kao paritet i mjeru zaštite jednakosti travničkih Hrvata, koji nemaju mehanizme zaštite kao Bošnjaci u Mostaru.
Kako se institucionalna zaštita njihovih prava i ravnopravnosti pokazala nedovoljnom te lako zaobiđenom, Hrvati u BiH traže uspostavu svog vlastitog entiteta. 2013. čak 61% Hrvata BiH izrazilo je podršku uspostavi hrvatskog entiteta. Uspostavom Trećeg entiteta svaki od konstitutivnih naroda u BiH imao bi svoju upravnu jedinicu. Najčešća su pozivanja na uspješan europski model ustroja višenacionalne države Belgije. Hrvatski političari u BiH često sami nisu bili jedinstvenog stava oko pitanja uspostave hrvatskog entiteta. Uoči općih izbora 2014. jedino je novoosnovana i minorna Hrvatska republikanska stranka predložila konkretan model temeljitih ustavnih promjena te preustroja FBiH s uspostavom hrvatske federalne jedinice.

Deklaracija 6. zasjedanja Hrvatskog narodnog sabora BiH

Na izbore 2014. velika većina hrvatskih stranaka izašla je u koaliciji pod predznakom HNS-a BiH kako bi se spriječilo rasipanje glasova i osnažio hrvatski položaj u zemlji. Tek izrazitim koncentriranjem potpore Hrvati su uspjeli samostalno izabrati hrvatskog člana predsjedništva (Dragan Čović) i uz manje probleme preuzeti kontrolu nad hrvatskim klubom Doma naroda FBiH. U RS uz pomoć dopisnog glasovanja hrvatske dijaspore Hrvati iz RS uspjeli su izabrati svog kandidata (Josip Jerković) kao dopredsjednika RS. 28. veljače 2015. šesti saziv Hrvatskog narodnog sabora BiH usvojio je deklaraciju koja jasno i nedvosmisleno ukazuje na neodrživost hrvatskog položaja u BiH te zahtijeva hitno rješavanje hrvatskog pitanja i federalni, simetrični preustroj zemlje s jednom većinski hrvatskom federalnom jedinicom.

### Ostali
- Hrvatski zastupnici u Europskom parlamentu od samog početka uključili su se u sastav odbora EP za BiH i Kosovo. Na čelu sa zastupnicima Davorom Ivom Stierom te Toninom Piculom uspješno su lobirali za preporuku federalizacije BiH, poziv na očuvanje legitimnog predstavljanja i konstitutivnosti triju naroda te upozorenje o opasnosti centralizacije u rezoluciji EP o BiH u veljači 2014.[125] U rezoluciji se ističe važnost načela legitimnog predstavljanja i federalizma.[126] Godinu dana kasnije, u ožujku 2015. Europski parlament je pripremio rezoluciju koja ne spominje pitanja ravnopravnosti konstitutivnih naroda, na što su hrvatski zastupnici u okviru Europske pučke stranke podnijeli amandmane kojim bi EP upozorio BiH na potrebu ravnopravnosti triju naroda, ukazao na asimetrične proračunske alokacije između kantona u Federaciji BiH te na potrebu osiguranja medijskog pluralizma i RTV-servisa na jezicima svih konstitutivnih naroda. Svojim amandmanima pozivaju čelnike zemlje na promicanje "uključivog i nediskriminatornog obrazovnog sustava, koji će jamčiti svim konstitutivnim narodima obrazovanje na njihovom jeziku".[127]
- Ustav Republike Hrvatske deklarativno jamči Hrvatima u BiH osobitu skrb i zaštitu Republike Hrvatske.[128] Ipak, predstavnici RH nisu značajnije utjecali na poboljšanje položaja Hrvata u BiH od završetka rata. Dekonstituiranje je provedeno bez većeg otpora službenih tijela RH, a za neke promjene na štetu Hrvata bivši je predsjednik RH Stjepan Mesić (2000. – 2010.) čak dao suglasnost i podršku. Nakon preglasavanja Hrvata na izborima 2010., hrvatski veleposlanik u BiH Tonči Staničić prvi je čestitao Željku Komšiću na izboru te se time javno hvalio u tisku.[129][130] S druge strane, hrvatski ministar vanjskih poslova Gordan Jandroković izvijestio je veleposlanike važnijih zapadnoeuropskih država i SAD-a o protuustavnosti i opasnosti preglasavanja i majorizacije Hrvata u BiH,[131] a u siječnju 2010. predstavnici MVP RH su na trilateralnom sastanku s predstavnicima Turske i BiH tražili uvođenje prava veta i zaštitnih mehanizama za Hrvate u Federaciji BiH.[132] Ministarstvo vanjskih poslova RH pod Jandrokovićem (2008. – 2011.) oštro se protivilo zahtjevima Hrvata BiH za hrvatskim entitetom te je aktivno radilo na njihovom suzbijanju.[133][134] Zbog takvog odnosa hrvatske vanjske politike bosanskohercegovački Hrvati su se osjećali zapostavljeno.[135] Nakon izbora 2011., novi hrvatski premijer Zoran Milanović odbio je primiti premijera FBiH Zlatka Lagumdžiju u Zagrebu u travnju 2012. zbog njegove uspostave neustavne vlasti u FBiH, bez hrvatskih predstavnika.[136] Hrvatska vanjska politika uglavnom izražava podršku uključivanju BiH u proces pristupanja EU kao put stabilizacije.[135] Ministrica vanjskih poslova Vesna Pusić pokrenula je 2014. inicijativu za olakšan i prilagođen pristup EU prema BiH, što je rezultiralo britansko-njemačkom inicijativom za BiH početkom 2015. Novoizabrana predsjednica RH Kolinda Grabar-Kitarović u siječnju 2015. izjavila je da je potrebno osigurati ravnopravnost bosanskohercegovačkih Hrvata te da će podržati zahtjeve legitmnih hrvatskih predstavnika, uključujući i tzv. treći entitet,[137] ogradivši se da to nije njene mišljenje ili nešto za što se ona zalaže.[138] Veleposlanik RH u BiH, Ivan del Vecchio, prisustvovao je zasjedanju Hrvatskog narodnog sabora BiH u Mostaru u veljači 2015. te prilikom govora podržao njegove zahtjeve uime hrvatske države.[139] Predsjednik Hrvatskog sabora, Josip Leko, istaknuo je "potrebu rješavanja pitanja položaja hrvatskog naroda u pogledu ravnopravnosti u BiH."[140]
- Saborska oporba (HDSSB, HDZ i Laburisti) u raspravi u Hrvatskom saboru u veljači 2014. ukazala je na neravnopravnost bh. Hrvata i podržala zahtjeve za uspostavu trećeg entiteta.[141] Zagrebački gradonačelnik Milan Bandić u ožujku 2014. ukazao je na majorizaciju Hrvata i podržao uspostavu hrvatskog entiteta.[142] Predsjednik HDZ-a Tomislav Karamarko u više navrata naglašavao je potrebu otklanjanja neravnopravnosti bh. Hrvata te je izjavom podržao rezoluciju HNS-a BiH u veljači 2015.[143] Saborski zastupnik HDZ-a i predsjednik saborskog Odbora za unutarnju politiku i nacionalnu sigurnost Miroslav Tuđman u ožujku 2015. u velikom intervjuu bh. tjedniku "Dani" poručio je da je federalizam jedino rješenje za BiH.[144][145]
- Bošnjački član Predsjedništva BiH i čelnik SDA, Bakir Izetbegović, odbacio je mogućnost uspostave posebne hrvatske izborne jedinice, RTV servisa ili entiteta.[146] Usto, Izetbegović je ustvrdio da su Hrvati pozitivno diskriminirani u BiH.[147] Srpski član Predsjedništva BiH i čelnik PDP Mladen Ivanić u travnju 2015. na okruglom stolu "Dayton plus 20" predložio je uspostavu jedne hrvatske županije u Federaciji BiH kroz koju bi bh. Hrvati ostvarivali prava koja su im trenutno ugrožena.[148]
- Premijer Republike Srpske Milorad Dodik često poziva na rješenje hrvatskog pitanja i otvoreno podržava uspostavu hrvatskog entiteta u BiH.[149] 2010. odbijao je ustrojiti vlast na državnoj razini bez legitimnih hrvatskih predstavnika, iako je SDP BiH to nudio.
- Gradsko vijeće Sarajeva u ožujku 2014. oduzelo je titulu počasnog građanina Sarajeva zagrebačkom gradonačelniku Milanu Bandiću nakon što je izrazio nadu za uspostavom hrvatskog entiteta kao rješenju problema BiH.[150]
- Bošnjački političar i predsjednik stranke SBB, Fahrudin Radončić, priznao je potrebu rješavanja hrvatskog pitanja u BiH.[1] Omer Čevra, glasnogovornik SBB BiH, u ožujku 2015. ukazao je na pogubnost majorizacije Hrvata u BiH te na opravdanost hrvatskih pritužbi.[7]
- Otpravnik poslova u američkom veleposlanstvu u Sarajevu, Nicholas Hill, u svom blogu u srpnju 2015. politiku bh. Hrvata nazvao je "samosažalijevajućom i nekonstruktivnom" poručivši da izmjena izbornog zakona nije hitna, a o nejednakosti Hrvata govorio je kao o navodnoj.[151]
- Ruski veleposlanik pri Vijeću sigurnosti UN-a, Vitalij Čurkin, u raspravi o izvješću Visokog predstavnika za BiH Valentina Inzka za 2014. je upozorio na bošnjački centralizam i težnje Hrvata u BiH za stvaranjem vlastite federalne jedinice te naglasio da je to protivno ustavu BiH.[152]
- Međunarodna krizna skupina (International Crisis Group), think-tank sa sjedištem u Washingtonu, u svojim izvješćima i preporukama vanjskopolitičkim akterima i međunarodnoj zajednici u 2014. napravila je odmak i zaokret od dotada ustaljene prakse zagovaranje centralizacije.[153] Priznali su legitimnost i opravdanost zahtjeva za hrvatskim entitetom te ukazali da je to sasvim praktično rješenje koje bi stabiliziralo BiH.[154] Osim toga, ukazali su na teške pogreške nametnutih Petritschevih reformi iz 2002.[155]
- Nekadašnji visoki predstavnik u BiH, Paddy Ashdown, u predavanju na sveučilištu Oxford u ožujku 2015. preporučio je decentralizaciju BiH po belgijskom modelu.[156]
- Bivši diplomat SAD-a te nekadašnji veleposlanik u Hrvatskoj i SRJ, William Montgomery, u kolumni u kolovozu 2015. ocijenio je da je uspostava FBiH kao entiteta "velika greška" te da su Hrvati trebali dobiti vlastiti entitet.[157] Ukazao je i na činjenicu da bh. Hrvati sve više postaju manjina sa sve manjim utjecajem u Federaciji.[157]

## Unutarnje poveznice
- Njemačka zajednica u Belgiji

## Vanjske poveznice
- Hrvatski narodni sabor BiH  Arhivirana inačica izvorne stranice od 28. listopada 2017. (Wayback Machine), službene mrežne stranice
- Institut za društveno-politička istraživanja
- Hrvatski medijski servis BiH
- Interaktivni zemljovid rezultata popisa 2013.
- Bekić, Janko. "Je li Bosna i Hercegovina sada spremna za treći, hrvatski entitet?"  Arhivirana inačica izvorne stranice od 6. ožujka 2016. (Wayback Machine), Jutarnji list, 14. veljače 2014.
- Bilobrig, Petar: "U višeetničkim državama EU manipulacije identitetima su nemoguće. U BiH su svakodnevnica…", poskok.info, Nov 16th, 2014.
- Hrvatska republikanska stranka: Ustavne promjene u Bosni i Hercegovini  Arhivirana inačica izvorne stranice od 2. travnja 2015. (Wayback Machine), rujan 2014.
- Milić, Mladen: "Šušnjar o politici Hrvatske prema BiH: Hrvatska se mora prestati vječno posipati pepelom za ‘grijehe’ u BiH", narod.hr, 4. ožujka 2015.
- Neovisni analitički tim: "Predsjednik i vlada FBiH: Prije i poslije promjena Ustava i izbornog zakona 2002. (Evolucija procesa dekonstituiranja Hrvata u Federaciji BiH)"  Arhivirana inačica izvorne stranice od 11. travnja 2015. (Wayback Machine), poskok.info, 21. listopada 2014.
- Pejčinović, Dinko: "Hrvatsko pitanje u BiH", kamenjar.com, 13. veljače 2014.
- Pepić, Ivan: "Zašto je pogrešno misliti da Predsjednik i Vlada RH rade dovoljno na rješavanju političkih izazova Hrvata u BiH", poskok.info, 14. studenoga 2014.
- Čavra, Jelena: "Ugo Vlaisavljević: Zašto rješavanje hrvatskog pitanja ugrožava BiH", Radio Herceg-Bosne, Objavljeno 22. rujna 2015.
- "Bosnia: The problem that won't go away", The Economist